# Selma Gerdin
Selma Olivia Gerdin, född Lindgren 21 juni 1884, död 8 augusti 1963, var en svensk företagare.
Hon var grundaren till Nora Bazar och Nora Glass 1923.